# تاریخ یهودیان در هند
تاریخ یهودیان در هند به تاریخ باستان بر می‌گردد. یهودیت یکی از اولین ادیان خارجی بود که در تاریخ ثبت شده به هند وارد شد. یهودیان هند اقلیت مذهبی هند هستند، اما بر خلاف بسیاری از مناطق جهان، در طول تاریخ در هند زندگی کرده‌اند و هیچ موردی از یهود ستیزی از مردم اکثریت محلی نداشته‌است. جوامع باستانی که بهتر تأسیس شده‌اند، بسیاری از سنتهای محلی را از طریق اشاعه فرهنگی جذب کرده‌اند. در حالی که برخی از یهودیان اظهار داشتند اجدادشان در زمان پادشاهی یهودا به هند رسیده‌اند، برخی دیگر خود را از فرزندان ده قبیله گمشده اسرائیل معرفی می‌کنند. تخمین زده می‌شود که جمعیت یهودیان هند در اواسط دهه ۱۹۴۰ در حدود ۲۰٬۰۰۰ نفر به اوج خود رسیده و به دلیل مهاجرت آنها به اسرائیل پس از ایجاد آن در سال ۱۹۴۸، به سرعت در حال کاهش است.

## گروه‌های یهودی در هند

نقشه جوامع یهودی در هند. برچسب‌های خاکستری نشانگر جوامع باستانی یا مدرن است

علاوه بر مهاجران یهودی و مهاجران اخیر، هفت گروه یهودی در هند وجود دارد:
1. به گفته شالوا ویل، یهودیان کوچین از مالابار ادعا می‌کند که همراه با بازرگانان پادشاه عبری سلیمان به هند رسیده‌اند. یهودیان کوچین به عنوان بازرگان در کرالا مستقر شدند.[۱] بیشتر یهودیان در این منطقه بازمانده یهودی-اروپایی هستند، هم از اشکنازی و هم از سفاردی.[۱۰][۱۱]
2. یهودیان چنای: یهودیان اسپانیایی و پرتغالی، یهودیان پارادی و یهودیان انگلیس در سده شانزدهم به چنای رسیدند. آنها کسبه الماس بودند[۱۲] و از قومیت سفاردی و اشکنازی بودند. به دنبال تبعید از ایبری در سال ۱۴۹۲ با فرمان الحمرا، سرانجام در سده شانزدهم چند خانواده از یهودیان سفاردیک خود را به مادراس رساندند. آنها ارتباطات تجاری خود را با اروپا حفظ کردند و مهارتهای زبانی آنها مفید بود. اگرچه سفاردی‌ها بیشتر لادینو صحبت می‌کردند (یعنی اسپانیایی یا یهودی-اسپانیایی)، در هند آنها تامیلی و یهودی-مالایایی را از یهودی مالابار یادگرفتند.[۱۳]
3. یهودیان ناگرکویل: به اصطلاح یهودیان سوریه، یهودیان مسعربی یهودیان عربی بودند که در ناگرکویل و به کنیاکماری در ۵۲ میلادی همراه با ورود سنت توماس به این مناطق آمدند. بیشتر آنها بازرگان بودند و در اطراف شهر تیروویتامکد نیز ساکن شده بودند.[۱۴] با آغاز سده بیستم، بیشتر خانواده‌ها راهی کوچین شدند و سرانجام به اسرائیل مهاجرت کردند. در اوایل زندگی خود، آنها از طریق بندرهای نزدیک کولاچال و تنگایپاتینام با اروپا ارتباط تجاری برقرار می‌کردند و مهارتهای زبانی آنها برای پادشاهان تراوانکور مفید بود. همان‌طور که مورخان کشیش دانیل تایرمن و جورج دلیل انتخاب یهودیان برای استفاده از آب و هوای شاداب شهر و جمعیت قابل توجه مسیحیان را در انتخاب ناجرکوئیل به عنوان محل سکونت خود ذکر کردند.
4. یهودیان گوا: این یهودیان سفاردی از اسپانیا و پرتغال بودند که پس از آغاز تفتیش عقاید در آن کشورها به گوا گریختند. این جامعه عمدتاً از یهودیانی تشکیل شده بود که به دروغ به مسیحیت گرویده بودند اما می‌خواستند به جای مهاجرت به کشورهایی که می‌توانستند یهودیت را آشکارا انجام دهند (به عنوان مثال مراکش، امپراتوری عثمانی).[۱۵] آنها اهداف اصلی تفتیش عقاید گوا بودند. در نتیجه، اعضای آن به مناطقی از هند فرار کردند که تحت کنترل پرتغالی‌ها نبود.
5. شاخه دیگری از جامعه بنه اسرائیل تا زمان چندپارگی هند در سال ۱۹۴۷، زمانی که آنها به هند (به ویژه بمبئی) فرار کردند، در کراچی اقامت داشتند.[۱۶] بسیاری از آنها نیز به اسرائیل نقل مکان کردند. یهودیان مناطق سند، پنجاب و پاتان را اغلب به اشتباه یهودی بنی اسرائیل می‌نامند. جامعه یهودیان که قبلاً در مناطق دیگر پاکستان اقامت داشتند (مانند لاهور یا پیشاور) نیز در سال ۱۹۴۷ به هندوستان فرار کردند، به روشی مشابه جامعه بزرگتر یهودیان کراچی.[نیازمند منبع]
6. یهودیان بغدادی حدود ۲۵۰ سال پیش از عراق (و سایر کشورهای عربی)، ایران و افغانستان به شهر سورات وارد شدند. ][۲]
7. بنی مناش به معنای «پسران ماناسه» در عبری، قبایل میزو و کوکی در مانیپور و میزورام هستند که اخیراً به شکل جدید یهودیت گرایش پیدا کرده‌اند، اما ادعا می‌کنند که نسب آنها به یکی از ده قبیله از دست رفته اسرائیل برمی گردد. به‌طور خاص، یکی از فرزندان یوسف.[۱۷]
8. به همین مانند، گروه کوچک تلوگو زبان، بن افرایم (به عبری به معنای "پسران افرایم") نیز ادعای‌تبار از افرایم، یکی از فرزندان یوسف و قبیله از دست رفته اسرائیل باستان را دارند. آنها "یهودیان تلوگو" نیز نامیده می‌شود.

## یهودیان کوچین

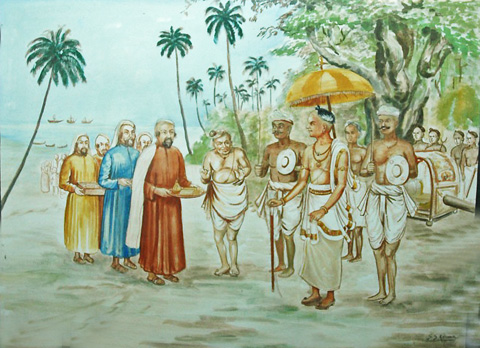
ورود زائران یهودی به کوچین، سال ۶۸ میلادی

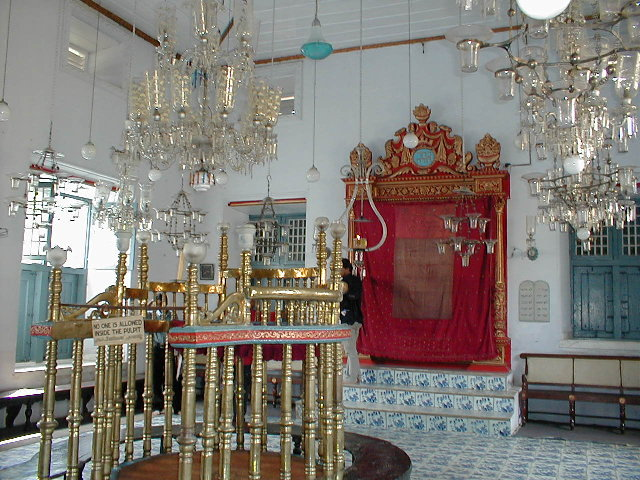
کنیسه پارادسی در کوچی یک کنیسه فعال از سده ۱۶ است

کهن‌ترین جوامع یهودی هند مربوط به پادشاهی کوچین بود. روایت سنتی این است که بازرگانان یهودیه در سال ۵۶۲ پیش از میلاد به کرانگانور، بندری باستانی در نزدیکی کوچین رسیدند و در سال ۷۰ میلادی پس از تخریب معبد دوم، یهودیان بیشتری از اسرائیل تبعید شدند. بسیاری از نیاکان این یهودیان اظهار داشتند که در زمان سلطنت پادشاه عبری سلیمان در هند اقامت گزیدند. این زمانی بود که چوب ساج، عاج، ادویه جات، میمون‌ها و طاووس‌ها در تجارت کوچین محبوب بودند. در مورد دلیل ورود آنها به هند هیچ تاریخ یا دلیل خاصی ذکر نشده‌است، اما محققان عبری قدمت آن را تا حدود اوایل سده میانه اعلام کرده‌اند. موچین گروهی از جزایر گرمسیری کوچک است که مملو از بازارها و فرهنگهای مختلف مانند هلندی، هندو، یهودی، پرتغالی و انگلیسی است. جامعه متمایز یهودیان آنجووانام نام داشت. کنیسه در ماتانچری هنوز فعال است و متعلق به یهودیان پارادزی، فرزندان سفاردیم است که در سال ۱۴۹۲ از اسپانیا اخراج شدند، اگرچه از سال ۲۰۱۵ جامعه یهودیان در ماتانچری مجاور قلعه کوچین تنها شش عضو باقی مانده داشت.

## یهودیان مادراس
یهودیان نیز بلافاصله در سال ۱۶۴۰ در مدرس (چنای کنونی) پس از تأسیس آن در آنجا ساکن شدند. بیشتر آنها بازرگانان مرجانی از لگورن، کارائیب، لندن و آمستردام بودند که اصالتاً پرتغالی بودند و به خانواده‌های هنریکس دی کاسترو، فرانکو، پایوا یا پورتو تعلق داشتند.

## بنی مناش

پرچم بنی مناش

بنی مناش گروهی متشکل از بیش از ۹۰۰۰ نفر از ایالت‌های میزورام و مانیپور هستند که نوعی یهودیت انجیلی را انجام می‌دهند و ادعا می‌کنند از یکی از قبایل گمشده اسرائیل تبار دارند. آنها در اصل شکارچی بدن و حیوان گرایی بودند و در آغاز سده بیستم به مسیحیت گرویدند، اما در دهه ۱۹۷۰ به دین یهود گرویدند.

## بن افرایم
بن افرایم گروه کوچکی از یهودیان تلوگو-زبان هستند که در شرق آندرا پرادش زندگی می‌کنند.
چندین خانواده در آندرا پرادش هستند که از آیین یهود پیروی می‌کنند. بسیاری از آنها از آداب و رسوم یهودیان ارتدکس پیروی می‌کنند، مانند پوشیدن ریش بلند توسط مردان و استفاده مداوم از پوشش سر (مردان) و پوشش مو (زنان).

## یهودیان دهلی

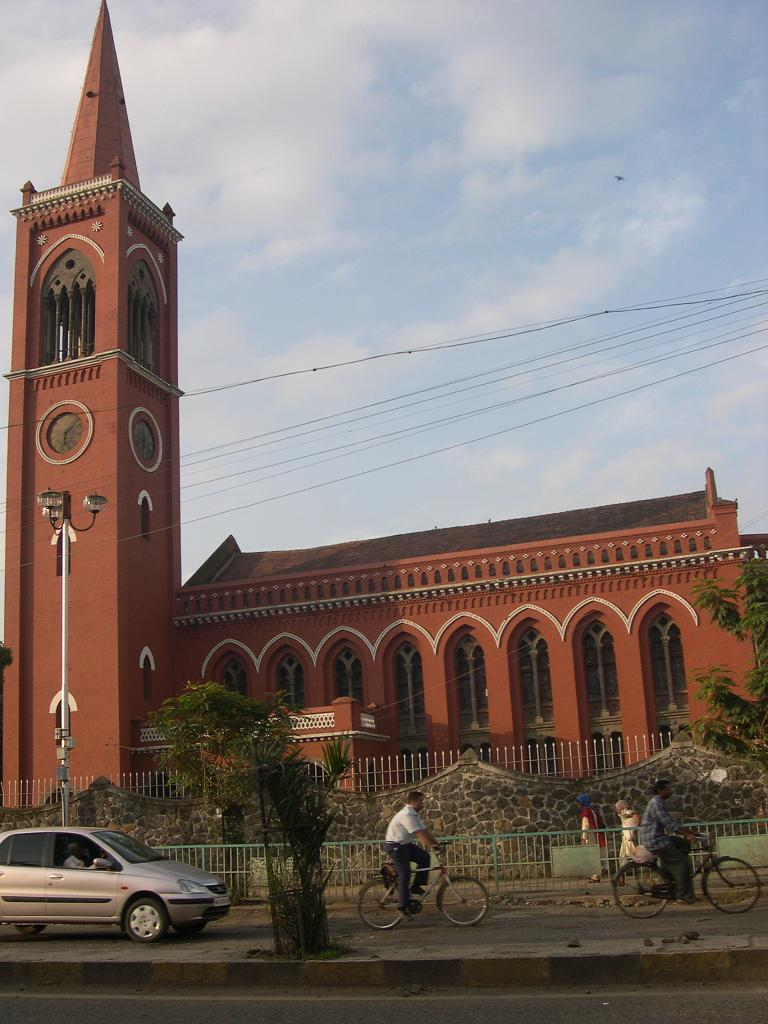
کنیسه اوهل دیوید پونا بزرگترین کنیسه فعال در هند است

یهودیت در دهلی عمدتاً بر جامعه خارج از کشور که در دهلی کار می‌کنند و همچنین دیپلمات‌های اسرائیلی و یک جامعه محلی کوچک متمرکز است. در پهارگانج، خبد کنیسه و مرکز مذهبی خود را در منطقه کوله پشتی ایجاد کرده‌است که گردشگران اسرائیلی مرتباً از آن بازدید می‌کنند.

## امروزه

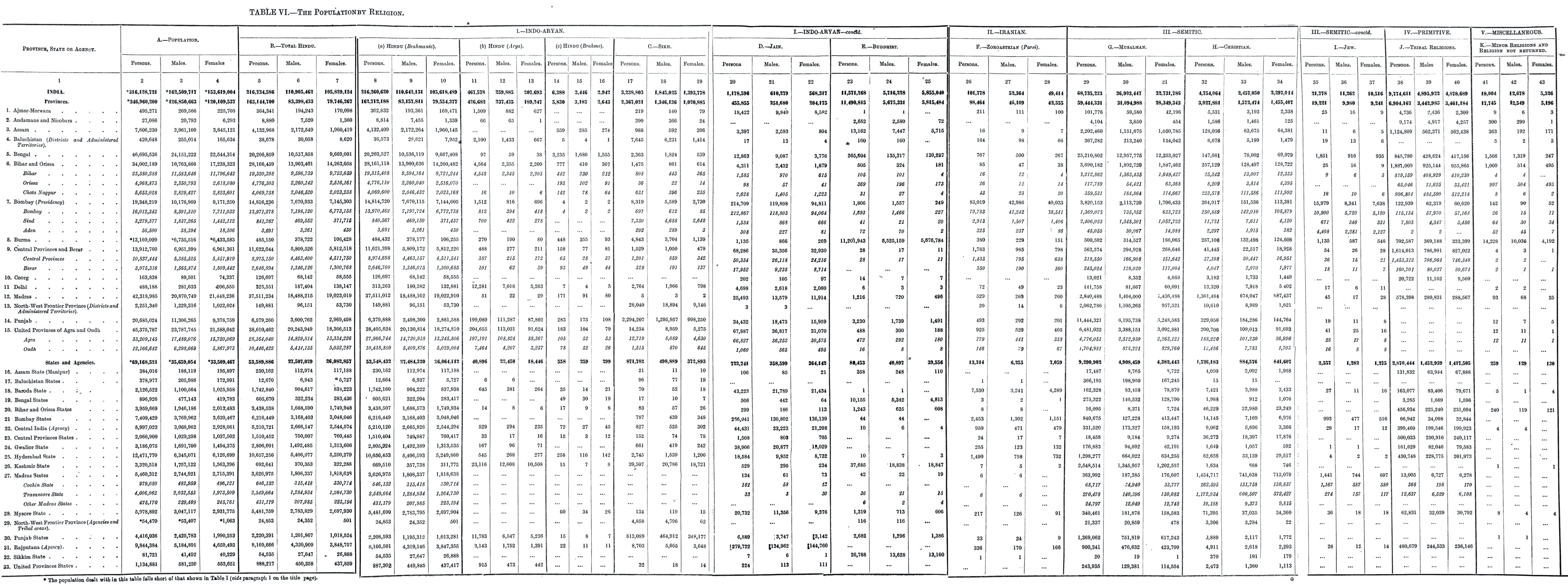
سرشماری هند انگلیس در سال ۱۹۲۱، ۲۲۰۰۰ یهودی را نشان می‌دهد که تقریباً سه چهارم آنها در ریاست جمهوری بمبئی واقع شده بودند.

اکثریت یهودیان هند از زمان ایجاد دولت مدرن در سال ۱۹۴۸ "علیا " (مهاجرت) به اسرائیل کرده‌اند. اکنون بیش از ۷۰٬۰۰۰ یهودی هند در اسرائیل زندگی می‌کنند (بیش از ۱٪ از کل جمعیت اسرائیل). از ۵۰۰۰ نفر باقیمانده، بزرگترین جامعه در بمبئی متمرکز شده‌است، جایی که ۳۵۰۰ نفر از بیش از ۳۰٬۰۰۰ یهودی ثبت شده در دهه ۱۹۴۰ در آنجا اقامت داشتند و به یهودیان بنه اسرائیل و بغدادی تقسیم شده‌اند، اگرچه یهودیان بغدادی از آن خودداری کردند بنی اسرائیل را به عنوان یهودی به رسمیت بشناسد و به همین دلیل از صدقه دادن به آنها خودداری کرد. یادآوری‌هایی از مکانهای یهودی در کرالا وجود دارد که هنوز مانند کنیسه‌ها باقی مانده‌است. اکثر یهودیان از پایتخت قدیمی هند انگلیسی کلکته نیز طی شش دهه گذشته به اسرائیل مهاجرت کرده‌اند.